# Vlàdimer Aptsíauri
Vlàdimer Aptsíauri   (Mànglissi, 4 de febrer de 1962 - Tbilisi, 14 de maig de 2012) fou un tirador d'esgrima georgià, que va competir sota bandera de la Unió Soviètica, guanyador d'una medalla olímpica.
No va poder disputar els Jocs Olímpics d'Estiu per culpa del boicot soviètic. Sí que va disputar els Jocs de 1988, a Seül, on va guanyar la medalla d'or en la prova del floret per equips del programa d'esgrima.
En el seu palmarès també destaquen tres medalles en el Campionat del món d'esgrima, una d'or i dues de bronze, entre les edicions del 1982 i del 1990. També guanyà una medalla de plata a les Universíades de 1981 i el campionat soviètic individual de floret de 1984.
Es va retirar després de la caiguda de la Unió Soviètica, per passar a exercir d'entrenador a Geòrgia. De 1998 a 2006 va ser l'entrenador de la selecció nacional de floret de Kuwait i del 2006 i fins a la seva mort fou el vicepresident de la Federació d'Esgrima de Geòrgia.